# Colle Sannita
Colle Sannita é uma comuna italiana da região da Campania, província de Benevento, com cerca de 3.044 habitantes. Estende-se por uma área de 36 km², tendo uma densidade populacional de 85 hab/km². Faz fronteira com Baselice, Castelpagano, Castelvetere in Val Fortore, Circello, Reino, Riccia (CB), San Marco dei Cavoti.

## Demografia
| Variação demográfica do município entre 1861 e 2011                               |
|                                                                                   |
| Fonte: Istituto Nazionale di Statistica (ISTAT) - Elaboração gráfica da Wikipedia |